# Предраг Пипер
Предраг Пипер (Београд, 20. август 1950 — Београд, 10. септембар 2021) био је српски слависта, лингвиста и универзитетски професор. Пипер је био један од најпознатијих српских слависта. Радио је као редовни професор Универзитета у Београду. Оставио је посебан траг у проучавању граматичке и лексичке семантике у српском, руском и другим словенским језицима.

## Биографија
Дипломирао је на Филозофском факултету Универзитета у Новом Саду (1973), где је потом радио као асистент (од 1974) и доцент (од 1983). Магистрирао је 1975, а докторирао 1981. године. На Филолошком факултету Универзитета у Београду био је ванредни професор од 1989, а потом и редовни професор од 1991. године.
За дописног члана САНУ изабран је 2003,  за редовног 2012, док је за члана Македонске академије наука и уметности (МАНУ) изабран 2015. године.
У САНУ је иницирао оснивање два одбора и био (ко)уредник шест публикација тих одбора. Био је секретар Одељења језика и књижевности САНУ од 2013. до 2018, односно члан Председништва САНУ. Био је члан више одбора САНУ и шеф Катедре за руски језик и књижевност Филозофског факултета Универзитета у Новом Саду, те управник Катедре за славистику Филолошког факултета Универзитета у Београду. Предавао је и на универзитетима у Москви, Петрограду, Вороњежу, Иванову, Сеулу, Сапору, Задру, Нишу, Скопљу, Љубљани. Био је потпредседник Уређивачког одбора Српске енциклопедије и главни уредник часописа Јужнословенски филолог и часописа Зборник Матице српске за славистику, као и члан уредништава и уређивачких савета више српских и иностраних научних часописа и зборника. Као председник организационог одбора (су)организовао је неколико међународних симпозијума. Од 1985. до 2013. био је члан, а од 2009. до 2013. председник Комисије за проучавање граматичке структуре словенских језика Међународног славистичког комитета. Био је потпредседник Међународне асоцијације професора руског језика и књижевности (1986–1990), те члан Матице српске, Српске књижевне задруге и Славистичког друштва Србије.

### Област интересовања и истраживања
Бавио се проучавањем граматичке и лексичке семантике у српском, руском и другим словенским језицима, питањима опште лингвистике, историје словенске филологије и другим славистичким и лингвистичким питањима. Допринос је дао и у борби за веру, а аутор је десетина есеја-друштвених анализа високог квалитета и значаја.

## Награде и признања
Предраг Пипер је одликован бројним наградама и признањима.
- Орден пријатељства међу народима (рус. Орден дружбы народов), (Москва, 1990);
- Плакета почасног члана Бугарског русистичког друштва (Софија, 1990);
- Награда „Павле Ивић“ Славистичког друштва Србије (с коауторима Синтаксе савременога српског језика, Београд, 2007; и са академиком Иваном Клајном за Нормативну граматику српског језика, Нови Сад, 2013);
- Повеља „Радован Кошутић” Славистичког друштва Србије (2016);
- Награда Библиотеке Матице српске „Златна књига” (2016);
- Повеља Матице српске за неговање српске књижевнојезичке норме (2018);
- Златна диплома Филозофског факултета Универзитета у Новом Саду (2019).

### Посебна издања и универзитетски уџбеници
- Заменички прилози: (граматички статус и семантички типови) (1983)
- Библиографија југословенске лингвистичке русистике: (1945–1975) (1984)
- О преводима из руске књижевности: преводилачка читанка: (избор, типологија и библиографија критичких текстова) (1985)
- Заменички прилози у српскохрватском, руском и пољском језику: (семантичка студија) (1988)
- Библиографија југословенске лингвистичке русистике: (1976–1985) (1990)
- Техника превођења: приручник за руски језик (1990) [Са Марином Петковић]
- Увод у славистику 1. (1991, 1995, 1998, 2008)
- Поглавља из науке о српском језику (1996)
- Српскохрватски језик: основни курс (1996)
- Језик и простор (1997, 2001)
- Оглед српске морфосинтаксе: (у поређењу са македонском) (1997)
- Предавања о јужнословенским језицима (1997)
- Методологија лингвистичких истраживања: преглед и хрестоматија (2000)
- Из славистичке ризнице: разговори с Предрагом Пипером / [разговоре водио] Милош Јевтић (2002)
- Руски језик: изговор, граматика, конверзација, вежбе (2002) [Са Милом Стојнић]
- Српски између великих и малих језика (2003, 2004, 2010)
- Синтакса савременога српског језика: проста реченица (2005) [Са групом коаутора)
- Асоцијативни речник српског језика (2005) [Са Рајном Драгићевић и Маријом Стефановић]
- Граматика руског језика: у поређењу са српском (2005, 2012)
- Библиографија српске лингвистичке русистике 1991–2000 (2006) [Са Биљаном Вићентић]
- Јужнословенски језици: граматичке структуре и функције (2009) [Са Вјаром Малџијевом, Зузаном Тополињском, Мајом Ђукановић)
- Трагом Речи: разговори са Предрагом Пипером [разговоре водио Милош Јевтић] (2009)
- Обратни асоцијативни речник српског језика (2010) [Са Рајном Драгићевић и Маријом Стефановић]
- Прилози историје српске славистике: биобиблиографска грађа (2011)
- Лингвистичка русистика: студије и чланци (2012)
- Нормативна граматика српског језика (2013, 2014, 2015, 2017) [Са Иваном Клајном]
- Лингвистичка славистика: студије и чланци (2014)
- Српски у кругу словенских језика: граматичка и лексичка поређења (2015)
- Живот језика: разговори са Предрагом Пипером / Милош Јевтић (2015)
- Прилози историји српске лингвистичке славистике: Друга половина ХХ века (2018)
- Синтакса сложене реченице у савременом српском језику (2018) [Са групом коаутора]
- Српска лингвистичка славистика друге половине ХХ века (2019)

#### Зборници који су му посвећени
- У простору лингвистичке славистике (2015)
- Лингвистика и славистика у делу Предрага Пипера (2016)